# Перед великою дорогою на війну
«Перед великою дорогою на війну» — радянський трисерійний телефільм 1987 року, знятий режисером Едуардом Хачатуровим на кіностудії «Узбекфільм».

## Сюжет
За мотивами повісті О. Сидельникова «Троє відважних». Дія фільму відбувається у передвоєнні роки. Капітан НКВС Фролов розслідує диверсію на хімзаводі. Підозра падає на артиста цирку Ервіна Гросса. Проте лиходійське вбивство клоуна зупиняє розслідування. Тільки за допомогою юних циркових гімнастів Фролову вдається встановити істину. У фільмі знімався гурт пантоміми «Маски».

## У ролях
- Ромуалдс Анцанс — Фролов, капітан НКВС
- Оксана Александрова — Люба Аржаннікова, повітряна гімнастка
- Павло Ергашев — Еркін Гулям Хайдаров, повітряний гімнаст
- Олександр Невидонський — Гоша Даленко, повітряний гімнаст
- Паул Буткевич — Ервін Гросс
- Гіві Чугуашвілі — Каландадзе, майор НКВС
- Федір Дунаєвський — Спіридон
- Олег Ізмайлов — Гюнтер Кох
- Ольга Богачова — Матільда Гросс
- Матякуб Матчанов — Зіяутдінов, співробітник НКВС
- Махмуд Ісмаїлов — Азізбеков
- Артик Джаллиєв — Умар, мулла
- Борис Хімічев — сторож-кочегар
- Людмила Нільська — епізод
- В'ячеслав Багачов — вчитель
- Михайло Горносталь — німецький агент
- Ірина Обольська — вчителька
- Валерій Мотренко — вчитель
- Володимир Січкар — сторож
- Сергій Зінченко — епізод
- Марк Толмачов — епізод
- В. Запуніді — епізод
- Віктор Гончаров — епізод
- Г. Перепльотчиков — епізод
- А. Чинов — епізод
- Віктор Плотников — епізод
- Рудольф Мухін — епізод
- Д. Борисов — епізод
- Ігор Класс — Козир
- Ельміра Ібрагімова — епізод
- Фархад Хайдаров — епізод
- Уктам Лукманова — епізод
- Джавлон Хамраєв — епізод
- Сабір Назармухамедов — епізод
- Тухтасин Мурадов — епізод
- Шукур Самандаров — епізод
- Тимур Бекмамбетов — епізод
- Р. Утешев — епізод
- Теша Мумінов — епізод
- Анвар Кенджаєв — епізод
- К. Раметов — епізод
- Світлана Гужва — сусідка
- Георгій Делієв — мім
- Олександр Постоленко — мім
- Ернест Штейнберг — піаніст

## Знімальна група
- Режисер — Едуард Хачатуров
- Сценаристи — Олександр Файнберг, Едуард Хачатуров
- Оператори — Ріфкат Ібрагімов, Валерій Алламеров
- Композитор — Віктор Бабушкін
- Художники — Тимур Бекмамбетов, Віктор Ушаков